# Emil Čić
Emil Čić (Zagreb, 27. travnja 1958.), hrvatski je muzikolog, publicist, skladatelj, glazbeni kritičar, esejist, nakladnik, slobodni umjetnik i prevoditelj.

## Životopis
Emil Čić rodio se u Zagrebu 1958. godine. Pohađao je srednju glazbenu školu u Zagrebu. Muzikologiju je upisao na Muzičkoj akademiji u Zagrebu. Studij glazbe je imao u Austriji, u Beču. Studirao je kompoziciju, dirigiranje i orkestraciju.[nedostaje izvor]
Poslijediplomski studij iz područja religioznih znanosti je pohađao na Filozofsko-teološkome fakultetu Družbe Isusove u Zagrebu, Hrvatski studiji [nedostaje izvor]. Na istom je u svibnju 2006. godine magistrirao humanističke i teološke znanosti na temu Religijski aspekti u književnosti Antuna Gustava Matoša.
Za vrijeme studija u Austriji počeo se baviti glazbenom kritikom. U tom je razdoblju pisao članke iz područja kulture za listove Vjesnik, Studio i Danas.
Povratkom u Hrvatsku zaposlio se u prosvjeti. U istom razdoblju pisao je članke iz glazbe, kulture, religije te politike i geopolitike. Pisao je za Glasnik HDZ-a, Hrvatski vojnik, Velebit, Narod, Hrvatsko slovo, Fokus, Crkvu u svijetu, Državnost, hrv. književnu reviju Marulić, Maticu (glasilo HMI), Večernji list.
Utemeljio je, 1992. godine, Hrvatsko muzikološko društvo, zajedno sa Stanislavom Tuksarom, Jerkom Bezićem i inim muzikolozima.
Bio je urednikom dvojezičnoga zbornika Hrvatsko-irske kulturne veze: konfederacija srca: zbornik izabranih djela = Croatian-Irish cultural links: a confederation of heart: collection of selected works,  1-3, 2007. – 2010.
Od travnja 2011. godine članom je udruge Hrvatske akademije znanosti i umjetnosti u dijaspori (ne treba je zamijeniti s nacionalnom akademijom poput HAZU), Basel, Švicarska, gdje je imenovan Predstojnikom razreda za umjetnosti HAZUD-a.

## Članci, knjige, prijevodi

### Članci (izbor)
- Figarov pir: okvir za ljubav i mržnju, 1992.
- Medaljoni vizionara hrvatstva: (Lukas - Šufflay - Stepinac), 1994.
- Ideologije i orijentacije hrvatskih skladatelja: Dobronić, Hatze, Gotovac, Slavenski, Bersa..., 1997.
- Glazbeni aspekti u filozofiji umjetnosti Miha Monaldija (16. st.), 2004.
- Francuska revolucija i glazba, 2005.
- Filozofija povijesti u razmatranjima Jacquesa Maritaina, 2005.

### Knjige
- Povijest hrvatskih neprijatelja, Zagreb, 2002. (2. revidirano i dopunjeno izd., 2008.; 3. izd. 2011.)
- Hrvatska glazba i glazbenici: stotinu izabranih članaka, Split, 2005.
- Glazbeni aspekti u filozofiji umjetnosti Miha Monaldija (16. stoljeće): filozofija pragmatičnog idealizma, Zagreb, 2005. (tekst na hrv. i engl. jeziku)[1]
- Religijsko-filozofski aspekti u književnosti A. G. Matoša: misao pravaškog stekliša AGM, Zagreb, 2006.
- Globalizacija i hrvatski nacionalizam, Zagreb, 2006. (2. ispr. i dop. izd., 2006.)
- Eseji o glazbi: bit glazbe, glazba u vremenu, Zagreb, 2007.
- Liturgijska glazba u Hrvatskoj nakon II. Vatikanskog koncila: uvjeti, utjecaji i poticaji razvoja crkvene glazbe u Hrvatskoj, Zagreb, 2007.
- Tiranija i oligarhija: protuhrvatske religije, ideologije i geopolitike, Zagreb, 2008.
- Hrvatski zvjezdani trenutci br. 1 - glazbene interpretacije, Zagreb, 2010.
- Hrvatski zvjezdani trenutci br. 2 - kritičarska teme, Zagreb, 2012.
- Uspon i pad Zapada: filozofija povijesti, Basel-Zagreb, 2015.

### Prijevodi
- Preveo je s engleskoga jezika na hrvatski jezik knjigu Carrolla Quigleya Anglo-američki establishment: od Rhodesa do Clivedena.[1][4]
- Preveo je s latinskoga jezika na hrvatski jezik knjigu  sv. Aurelija Augustina: O glazbi - De musica, 2010., (suprevoditeljica Tihomira Mršić)
- Preveo je s njemačkog jezika na hrvatski jezik knjigu Juana Donosa Cortésa Otpadništvo Zapada, Split, travanj, 2022.[nedostaje izvor]

## Nagrade i priznanja
- 1987.: Bečka državna nagrada "Theodor Koerner". Dodjeljuje ju zaklada T. Koerner.[5] Nagrađene na velikom banketu prima i pozdravlja predsjednik Austrije (tada je to bio dr. Kurt Waldheim).
- 1995.: Spomenica Domovinskog rata
- 1997.: Nagrada GO HDZ za promicanje hrv. državotvorne misli i rad na stvaranju hrvatske države. [nedostaje izvor]

## Vanjske poveznice
- Emil Čić, međumrežne stranice  Arhivirana inačica izvorne stranice od 2. srpnja 2018. (Wayback Machine)